# Y diez años van
Y diez años van es un álbum de estudio del cantautor cubano Carlos Puebla y sus Tradicionales, publicado en 1969 por el sello chileno Dicap.

## Lista de canciones
| N.º | Título                        | Duración |  |
| 1.  | «Hasta siempre, Comandante»   |          |  |
| 2.  | «La cuarentena»               |          |  |
| 3.  | «Como lo dice el refrán»      |          |  |
| 4.  | «Yankees go home»             |          |  |
| 5.  | «Y en eso llegó Fidel»        |          |  |
| 6.  | «Después de un año»           |          |  |
| 7.  | «Canto a Camilo»              |          |  |
| 8.  | «Que pare el son»             |          |  |
| 9.  | «Ya ganamos la pelea»         |          |  |
| 10. | «Para el que no oye consejo»  |          |  |
| 11. | «El son de Fenge Corria»      |          |  |
| 12. | «Cinco puntos de la dignidad» |          |  |